# Curtis Guild
Curtis Guild, Jr., född 2 februari 1860 i Boston, Massachusetts, död 6 april 1915 i Boston, var en amerikansk republikansk politiker, publicist, diplomat och militär. Han var viceguvernör i delstaten Massachusetts 1903–1906 och därefter guvernör 1906–1909. Han var USA:s ambassadör i Ryssland 1911–1913.
Guild utexaminerades 1881 från Harvard University och var sedan verksam som publicist. År 1902 blev han ensam ägare av familjens tidningshus. Han tjänstgjorde som officer i spansk-amerikanska kriget. Guild var vän med Theodore Roosevelt och deltog i kampanjresorna i samband med vicepresidentkampanjen år 1900.
Guild efterträdde 1903 John L. Bates som viceguvernör och efterträddes 1906 av Eben Sumner Draper. Därefter efterträdde han William Lewis Douglas som guvernör och efterträddes 1909 av Draper. År 1907 överlevde Guild ett mordförsök, troligen för att gärningsmannen misstog en fackföreningsledare för honom och sköt fel person. År 1911 utnämnde president William Howard Taft Guild till ambassadör i Ryssland där han stannade kvar fram till år 1913. Under Guilds tid som ambassadör uppstod en kris i relationer mellan Ryssland och USA. Orsaken till krisen var att Ryssland vägrade att ge inresetillstånd till amerikanska judar. Som motdrag sade USA upp handelsavtalet av år 1832.
Guild avled 1915 i lunginflammation och gravsattes på Forest Hills Cemetery i Boston.